# Estadio de Rodas
El Estadio de Rodas era un antiguo estadio griego situado en la ciudad de Rodas, en la isla del mismo nombre (actual Rodas), en Grecia. Sus ruinas se encuentran en la zona arqueológica de la acrópolis de la ciudad, en el lado occidental de la actual ciudad de Rodas.

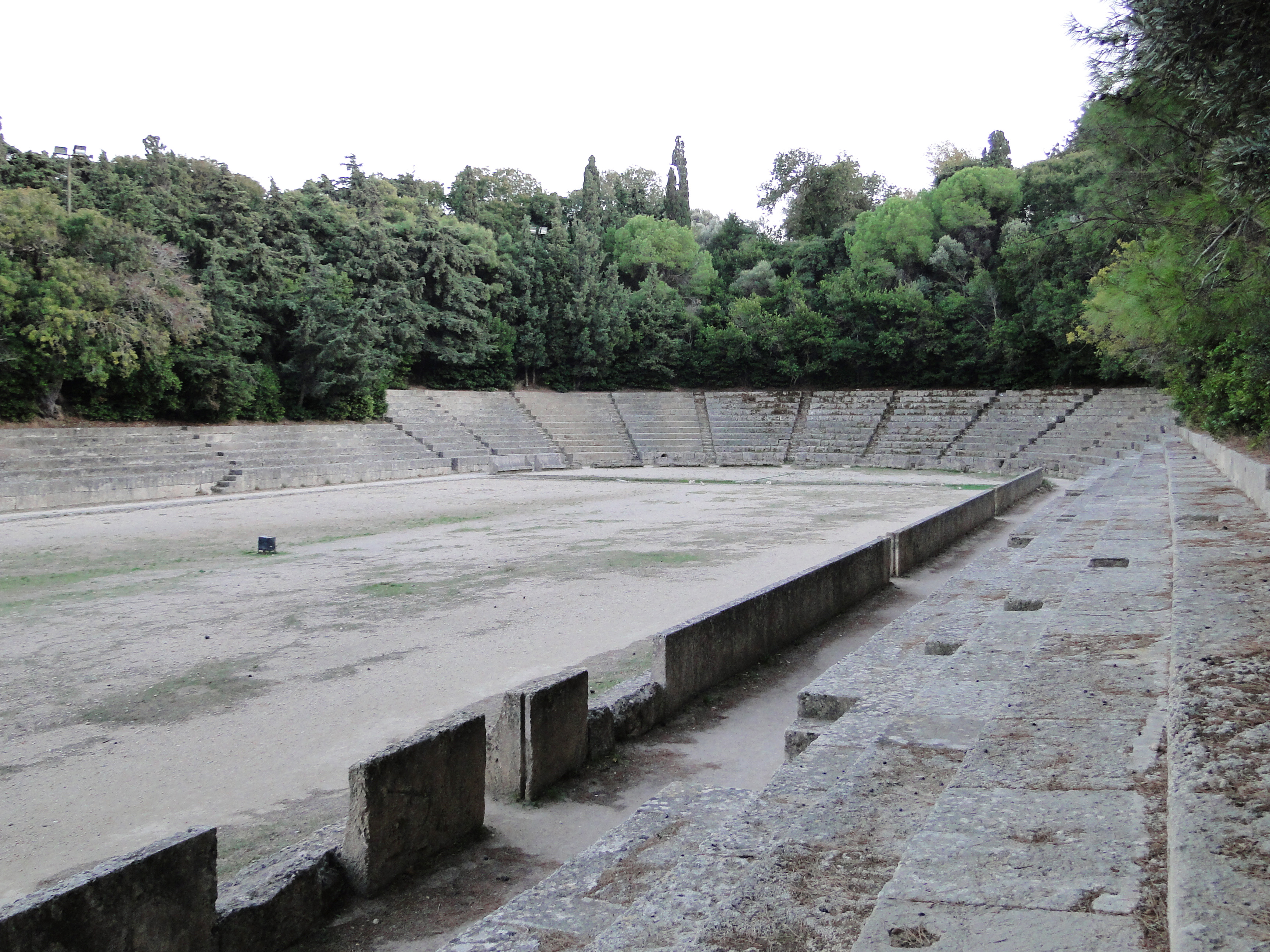
Extremo sur del estadio de Rodas.

Se construyó en el periodo helenístico, en el siglo II a. C. Está situado en la parte sur de la acrópolis, o zona alta de la ciudad. El estadio tiene la típica forma griega de herradura. Su longitud es de 201 m. Está orientado de norte a sur y mira hacia el norte, hacia el Odeón. También había un gimnasio en el lado norte del estadio.
En la antigüedad, el estadio era la sede de los juegos Helieas, que se celebraban en la ciudad en honor del dios Helios.
Hoy en día, el estadio es uno de los estadios antiguos mejor conservados de toda Grecia. Su graderío, incluidos los asientos para los dignatarios de la primera fila (proedría), el  extremo redondeado con poste giratorio (sfendonē), el mecanismo de salida de los atletas. se han conservado en un estado de conservación excepcional.